# Pierre Le Goffic (grammairien)
Pour les articles homonymes, voir Pierre Le Goffic et Le Goffic.
Ne doit pas être confondu avec Pierre Le Goffic (militaire).
Pierre Le Goffic, né le 21 février 1942, est un linguiste et professeur des universités français, spécialiste de la grammaire française.

## Biographie
Ancien élève de l'École normale supérieure et agrégé de grammaire, il a exercé les fonctions de professeur à l'université de Caen et à l'université Sorbonne Nouvelle - Paris 3.

## Publications
- Pierre Le Goffic, Nicole Combe McBride, Maurice Gross, Francis Debyser, Les constructions fondamentales du français, Hachette, 1975, 175 p.  (ISBN 9782010026812)
- Catherine Fuchs, Pierre Le Goffic, Initiation aux problèmes des linguistiques contemporaines, Hachette, 1975, 127 p.
- Pierre Le Goffic, Ambiguïté linguistique et Activité de langage, thèse de doctorat d'État, ronéo, Paris VII, 1981
- Pierre Le Goffic, Catherine Fuchs, Points de vue sur l'imparfait, Université de Caen, 1986, 137 p.  (ISBN 9782905461100)
- Bernard Quémada, François Rastier, Pierre Le Goffic, Catherine Fuchs Les Linguistiques contemporaines : repères théoriques, Hachette Éducation technique  (ISBN 9782011817655)
- Pierre Le Goffic, Grammaire de la phrase française : livre de l'élève, Hachette Éducation technique, 1994  (ISBN 9782011815408)
- Pierre Le Goffic, Les formes conjuguées du verbe français : oral et écrit, Ed. Ophrys, 1997, 133 p.  (ISBN 9782708008311).
- Pierre Le Goffic, Le présent en français, Rodopi, 2001, 116 p.  (ISBN 9789042013247).
- Pierre Le Goffic, Interrogation, indéfinition, subordination, Presses universitaires de Nancy, 2002, 471 ps.
- Pierre Le Goffic, Lexique 18 / Les mots en qu- du français, Presses universitaires du Septentrion, 7 nov. 2007; 188 p.  (ISBN 9782757400081)

## Hommage
- Michel Charolles, Nathalie Fournier, Catherine Fuchs, Florence Lefeuvre, Parcours de la phrase : mélanges offerts à Pierre Le Goffic, Éd. Ophrys, 2007, 273 p.  (ISBN 9782708011656)